# Dicée bicolore
Dicaeum bicolor
Espèce
Statut de conservation UICN

 LC  : Préoccupation mineure
Le Dicée bicolore (Dicaeum bicolor) est une espèce de passereaux de la famille des Dicaeidae.

## Répartition
Il est endémique aux Philippines.

## Habitat
Il habite les forêts humides tropicales et subtropicales en plaine.

## Liste des sous-espèces
Selon la classification de référence du Congrès ornithologique international (version 11.1, 2021) :
- Dicaeum bicolor bicolor (Bourns & Worcester) 1894
- Dicaeum bicolor inexpectatum (Hartert) 1895
- Dicaeum bicolor viridissimum Parkes 1971